# Ola Kamara
Ola Williams Kamara (Oslo, Noruega, 15 de octubre de 1989) es un futbolista noruego que juega como delantero en el Vålerenga de la Primera División de Noruega. También fue internacional con la selección de Noruega.

## Trayectoria

### Inicios
Su padre se mudó a Sierra Leona como refugiado, Kamara nació y creció en Oslo. Cuando Kamara tenía un año, sus padres eligieron buscar ayuda para criarlo, y Kamara pasó cada segundo fin de semana, días festivos y cumpleaños con una familia de acogida temporal. Jugó para Frigg durante su juventud, y debutó para el primer equipo en la Segunda División a la edad de 15 años. Kamara se mudó a Stabæk a la edad de 16 años, y pronto se convirtió en parte integrante del equipo juvenil de Stabæk. Marcó el gol ganador del partido en la final contra Viking cuando Stabæk ganó la Copa Juvenil de Noruega en 2008.

### Stabæk
Kamara hizo su debut con Stabæk en Tippeligaen a la edad de 16 años, cuando reemplazó a Somen Tchoyi como suplente en el empate 2-2 contra Lillestrøm el 1 de octubre de 2006. La siguiente temporada, se unió al Hønefoss de la Primera División en un préstamo a corto plazo, como un sustituto de los lesionado Lars Lafton y Kenneth Di Vita Jensen. Kamara jugó tres partidos para Stabæk en 2008, lo suficiente como para ganarse una medalla de campeones, cuando el equipo ganó la Tippeligaen. El contrato de Kamara expiró después de la temporada 2008, y quería encontrar un nuevo rumbo, a pesar de que Stabæk quería renovar su contrato, porque le resultaba demasiado difícil competir con Daniel Nannskog y Veigar Páll Gunnarsson por el tiempo de juego. Después de pruebas fallidas con Reggina y Sandefjord, Kamara había conseguido una oferta del Bærum de la 2. Divisjon, pero en el último día de la ventana de transferencia antes de la temporada de 2009, firmó un contrato de dos años con el equipo Strømsgodset. Como su salario era de solo 135,000 kr por año, Kamara tuvo que regresar a casa con su madre.

### Strømsgodset
Kamara fue principalmente un respaldo para Marcus Pedersen en su primera temporada con Strømsgodset. Después de que Pedersen se mudó a Holanda en agosto de 2010, Kamara comenzó a jugar regularmente junto a Jo Inge Berget. Kamara anotó siete goles en 25 partidos en la temporada 2010, y se convirtió en máximo goleador en el Strømsgodset junto a Pedersen. Kamara también anotó goles en la semifinal y la final cuando Strømsgodset ganó la Copa de Noruega de Fútbol 2010. Kamara firmó un nuevo contrato de dos años con Strømsgodset en diciembre de 2010, que durará hasta el final de la temporada 2012.
Kamara siguió marcando goles al comienzo de la temporada 2011, y cuando anotó contra Odd Grenland el 10 de abril de 2011, había anotado seis partidos seguidos en casa. Se convirtió en el mejor anotador de Strømsgodset en la temporada 2011, con 10 goles. Strømsgodset firmó con Péter Kovács y Adama Diomandé antes de la temporada 2012, y se esperaba que Kamara jugara menos de lo que había hecho en las últimas dos temporadas, pero sin embargo jugó regularmente en el ala izquierda durante la temporada y fue un gran colaborador del equipo. Después de marcar solo un gol en la primera mitad de la temporada, Kamara anotó tres goles en el Lerkendal Stadion en el empate 3-3 contra el Rosenborg el 24 de junio de 2012. Kamara anotó otro triplete una semana después, cuando Hønefoss fue vencido por 5-0. En la victoria 5-0 contra Fredrikstad el 27 de julio de 2012, Kamara anotó uno y asistió a los otros tres goles. Kamara también anotó el gol de la victoria del partido contra el Rosenborg el 5 de noviembre de 2012, lo que eliminó las posibilidades de título del Rosenborg. Al final de la temporada, Strømsgodset terminó segundo detrás de Molde.
El contrato de Kamara con Strømsgodset expiró después de la temporada 2012.

### 1860 Múnich
El 20 de enero de 2013, Kamara firmó con SV Ried, pero fue cedido de inmediato a TSV 1860 Múnich con un contrato de seis meses hasta el final de la temporada 2012-13 con una opción para extender el acuerdo a dos años. Después de la temporada, fue a préstamo a Strømsgodset.

### Regreso a Strømsgodset
El hechizo de préstamo en su antiguo club Strømsgodset fue muy exitoso. Marcó 12 goles en 14 partidos, incluido un triplete en su primer partido, y jugó un papel vital en el equipo que ganó la liga.

### Austria Viena
Kamara firmó por Austria Wien en enero de 2014, pero anotó solo 2 goles en 23 partidos.

### Molde FK
El 28 de enero de 2015, Molde FK anunció que lo habían contratado en condición de préstamo para la temporada 2015, con opción de compra.
El 4 de agosto de 2015 marcó un gol en el empate 3-3 con el Dinamo Zagreb en el segundo partido de la tercera ronda de clasificación de la Liga de Campeones de la UEFA.

### Columbus Crew SC
El 4 de febrero de 2016, Kamara firmó con Columbus Crew antes del inicio de la temporada 2016. Los términos de la transferencia no fueron revelados. Su salario base de 2016 fue de $ 425,000.
Kamara hizo su debut en el club el 9 de abril de 2016 en una derrota por 2-0 ante Montreal Impact, reemplazando a Kei Kamara en el minuto 70. Comenzó su tiempo con Crew SC como suplente de Kei Kamara, pero saltó al rol inicial cuando Kei fue transferido al New England Revolution. Su primer objetivo para el Crew fue contra Real Salt Lake el 28 de mayo, y agregó dos más para completar el hat trick. Ola terminó su primera temporada fuera de Europa con 16 goles y 2 asistencias en 25 apariciones.

### LA Galaxy
Después de dos exitosas temporadas con Columbus, en enero de 2018 Kamara fue intercambiado a LA Galaxy a cambio de Gyasi Zardes y $ 400,000 en dinero de asignación específica.

### Shenzhen FC
A finales de febrero de 2019, Los Angeles Galaxy traspasó al jugador al Shenzhen FC.

### D.C. United
En agosto de 2019 regresó a Estados Unidos tras ser traspasado a D.C. United.

## Selección nacional

### Categorías inferiores
Kamara fue seleccionado para equipos regionales en Oslo a la edad de 15 años, y más tarde representó a Noruega en niveles menores de 16 y sub-17. También ha representado al equipo nacional de Noruega sub-23.

### Selección absoluta
Kamara hizo su debut con la selección noruega cuando reemplazó a Daniel Braaten en el minuto 61 del partido de clasificación para la Copa Mundial contra Eslovenia el 11 de octubre de 2013. En el partido contra Islandia cuatro días después, Kamara hizo su debut en su 24.º cumpleaños y jugó un total de 55 minutos.

### Goles internacionales
| #  | Fecha                   | Lugar                                              | Rival     | Gol | Resultado | Competición                             |
| -- | ----------------------- | -------------------------------------------------- | --------- | --- | --------- | --------------------------------------- |
| 1. | 15 de enero de 2014     | Estadio Mohammed bin Zayed, Emiratos Árabes Unidos | Moldavia  | 1–1 | 2–1       | Amistoso                                |
| 2. | 23 de marzo de 2018     | Ullevaal Stadion, Noruega                          | Australia | 1–1 | 4–1       | Amistoso                                |
| 3. | 23 de marzo de 2018     | Ullevaal Stadion, Noruega                          | Australia | 3–1 | 4–1       | Amistoso                                |
| 4. | 23 de marzo de 2018     | Ullevaal Stadion, Noruega                          | Australia | 4–1 | 4–1       | Amistoso                                |
| 5. | 19 de noviembre de 2018 | Estadio GSP, Chipre                                | Chipre    | 0–1 | 0–2       | Liga de las Naciones de la UEFA 2018-19 |
| 6. | 19 de noviembre de 2018 | Estadio GSP, Chipre                                | Chipre    | 0–2 | 0–2       | Liga de las Naciones de la UEFA 2018-19 |
| 7. | 26 de marzo de 2019     | Ullevaal Stadion, Noruega                          | Suecia    | 3-3 | 3-3       | Clasificación para la Eurocopa 2020     |

## Clubes
| Club                     | País           | Año       |
| ------------------------ | -------------- | --------- |
| Stabæk IF                | Noruega        | 2006      |
| Hønefoss BK (cedido)     | Noruega        | 2007      |
| Stabæk IF                | Noruega        | 2008      |
| Strømsgodset IF          | Noruega        | 2009-2012 |
| SV Ried                  | Austria        | 2013      |
| TSV 1860 Múnich (cedido) | Alemania       | 2013      |
| Strømsgodset IF (cedido) | Noruega        | 2013      |
| SV Ried                  | Austria        | 2014      |
| Austria Viena            | Austria        | 2014      |
| Molde FK (cedido)        | Noruega        | 2015      |
| Austria Viena            | Austria        | 2016      |
| Columbus Crew            | Estados Unidos | 2016-2017 |
| Los Angeles Galaxy       | Estados Unidos | 2018-2019 |
| Shenzhen F. C.           | China          | 2019      |
| D. C. United             | Estados Unidos | 2019-2022 |
| BK Häcken                | Suecia         | 2023-2024 |
| Vålerenga                | Noruega        | 2024-     |

## Palmarés

### Campeonatos nacionales
| Título          | Club            | País    | Año  |
| --------------- | --------------- | ------- | ---- |
| Copa de Noruega | Strømsgodset IF | Noruega | 2010 |
| Eliteserien     | Strømsgodset IF | Noruega | 2013 |
| Copa de Suecia  | BK Häcken       | Suecia  | 2023 |

## Vida privada
En marzo de 2018, Kamara obtuvo una tarjeta de residencia de los EE. UU. Que lo califica como jugador local para los propósitos de la lista de la MLS.